# Юнацька збірна Греції з футболу (U-17)
Юнацька збірна Греції з футболу до 17 років (грец. Επεξεργασία Εθνική Παίδων Ελλάδας) — національна футбольна збірна Греції гравців віком до 17 років, яка підпорядкована Федерації футболу Греції. До зміни формату юнацьких чемпіонатів Європи у 2001 році функціонувала як збірна до 16 років.
Головним континентальним турніром для команди є Юнацький чемпіонат Європи з футболу (U-17), успішний виступ на якому дозволяє отримати путівку на Чемпіонат світу (U-17). Також може брати участь у товариських і регіональних змаганнях.

## Результат
| Рік    | Результат          |
| ------ | ------------------ |
| 2002   | Не кваліфікувались |
| 2003   | Не кваліфікувались |
| 2004   | Не кваліфікувались |
| 2005   | Не кваліфікувались |
| 2006   | Не кваліфікувались |
| 2007   | Не кваліфікувались |
| 2008   | Не кваліфікувались |
| 2009   | Не кваліфікувались |
| 2010   | Груповий етап      |
| 2011   | Не кваліфікувались |
| 2012   | Не кваліфікувались |
| 2013   | Не кваліфікувались |
| 2014   | Не кваліфікувались |
| Всього | 11/32              |